# 大沽乡
大沽乡，是中华人民共和国江西省赣州市宁都县下辖的一个乡镇级行政单位。

## 行政区划
大沽乡下辖以下地区：
大沽村、刘家坊村、垅下村、南林村、读书坑村、旸霁村、上淮村和古教村。